# 1987年4月30日セントルシア総選挙
1987年4月30日セントルシア総選挙（1987ねん4がつ30にちセントルシアそうせんきょ）は、1987年4月30日に行われたセントルシアの選挙。数週間前の1987年4月6日セントルシア総選挙では1議席の優勢しかなかった連合労働者党であったが、再選挙でも得票率が52.5%から53.2%へとわずかに上昇しただけに留まり、連合労働者党とセントルシア労働党の議席数は変わらなかった。投票率は64.7%だった。

## 結果
| 政党               | 得票   | %    | 議席 | +/– |
| ------------------ | ------ | ---- | ---- | --- |
| 連合労働者党       | 28,046 | 53.2 | 9    | 0   |
| セントルシア労働党 | 21,515 | 40.8 | 8    | 0   |
| 進歩労働党         | 3,176  | 6.0  | 0    | 0   |
| 無効票/白票        | 1,146  | –    | –    | –   |
| 合計               | 53,883 | 100  | 17   | 0   |
| 有権者数/投票率    | 83,257 | 64.7 | –    | –   |
| 出典: Nohlen       |        |      |      |     |